# Neoscleropogon flavipennis
Neoscleropogon flavipennis är en tvåvingeart som först beskrevs av White 1918.  Neoscleropogon flavipennis ingår i släktet Neoscleropogon och familjen rovflugor. Inga underarter finns listade i Catalogue of Life.